# 茂螺灣鯨屬
茂螺灣鯨屬，也称莫那印鲸属，是一种已灭绝起始鲸科须鲸，它们的化石首次发现於日本北海道足寄町，模式种是矢吹氏茂螺灣鯨（Morawanocetus yabukii）。
另外在日本也发现了渐新世须鲸大和鲸（Yamatocetus）和足寄鲸（Ashorocetus）。它们是起始鲸科最早分化的成员。

## 下属物种
本属包括以下物种：
- 矢吹莫那印鲸 Morawanocetus yabukii ，矢吹氏茂螺灣鯨